# Desert de Sarrià
El Desert de Sarrià era una finca a la part més alta de Sarrià, situada entre el passeig de Santa Eulàlia (continuació del carrer Major de Sarrià), el carrer de Can Caralleu i el carrer del Desert, per damunt de l'actual Ronda de Dalt.

## Història i descripció
Des del 1463 s'hi documenta una capella dedicada a Santa Eulàlia de Barcelona, que segons la tradició popular, hi hauria nascut en època romana. El Desert de Sarrià havia estat un bosc envoltat de conreus, cedit pel duc de Ferlandina als caputxins el 1578. Els frares el van convertir en un jardí místic ple d'arbres i de figures de fang al·lusives a la fragilitat humana i a la grandesa de l'esperit.
Durant la bullanga de 1835, el convent fou destruït, i la finca passà a mans de l'anglès Henry Misley, que en descuidà el jardí i n'eliminà les figures. Finalment, el metge Josep Ricart i l'industrial Josep Sert i Riu fundaren un asil per a invàlids als límits de l'antic Desert.
Al segle xx s'hi va fer una intervenció arqueològica, on es van trobar unes guixeries (obra decorativa feta amb guix i normalment aplicada al mur) pertanyents a l'antic convent dels caputxins, així com l'anomenat «cavalcador de Santa Eulàlia» (marxapeu per ajudar a pujar al cavall de l'antic convent de Santa Eulàlia), bloc rectangular de calcària que actualment es conserva davant l'església dels Caputxins (carrer del Cardenal Vives i Tutó, 2-16).